# Leyland Panther
El Leyland Panther es un autocar con motor trasero que fue fabricado por Leyland entre los años 1964 y 1972 en forma de chasis para ser carrozado por otras empresas. Una versión con un motor más pequeño fue lanzada como Leyland Panther Cub.

## Historia
El Leyland Panther se introdujo en 1964. En total, se construyeron  más de 600 Panther como autobuses para operadores del Reino Unido, además de alrededor de otros 700 chasis para la exportación. Se ganó una reputación de falta de fiabilidad, que hasta cierto punto era común a muchos modelos de la primera generación de autobuses con motor trasero.

## Operadores
La Sunderland Corporation Transport encargó 30 autobuses Panther en 1965, equipados con carrocerías Stratchans, entregados en diciembre de 1966. En 1971, la flota había alcanzado las 90 unidades. El Liverpool City Transport compró un total de 110 Panther con carrocería diseñada por Metro Cammell Weymann, mientras que Southport Corporation Transport adquirió otros 22 con la carrocería construida por Marshall Bus. Preston Corporation acumuló una flota de 41 Panther, incluidos algunos con carrocería de Seddon Pennine y los últimos seis Panther construidos. 
Hull Corporation Transport fue uno de los primeros en adoptar el Leyland Panther con carrocería de Charles H. Roe, con un Panther construido en 1964 inicialmente para ser exhibido por el fabricante en el Salón Comercial del Automóvil. Hull Corporation luego asumió nuevos pedidos de Panther en 1965 y 1966. East Yorkshire Motor Services también ordenó Panther, y pidió 19 con carrocería Marshall en 1965 y 1966.

## Exportaciones
Storstockholms Lokaltrafik en Suecia tenía 200 Panther con volante a la izquierda, con carrocería de Park Royal Vehicles.
La mayor cantidad autobuses Panther fue comprada por el Brisbane City Council de Australia, que compró 341 entre 1966 y 1970. Metropolitan Transport Trust, Perth compró 127 entre 1968 y 1974. Algunos operadores, incluidos Forest Coach Lines, Grenda's Bus Service, Melbourne-Brighton Bus Lines y Rover Coaches, también compraron Panther.
Algunos Panther de segunda mano se importaron a Australia desde Suecia y el Reino Unido a finales de la década de 1970 y fueron operados por Fearne's Coaches, Forest Coach Lines, Grenda's Bus Service, Invicta Bus Services y Keiraville Bus Service.
Se vendieron diez Panther a Dunedin City Transport en Nueva Zelanda, mientras que otras diez fueron a Egged en Israel y fueron organizadas localmente por Ha'argaz.